# 丽新畲族乡
丽新畲族乡是中华人民共和国浙江省丽水市莲都区下辖的一个民族乡。

## 行政区划
丽新畲族乡下辖以下村级行政区划单位：
上塘畈村、黄弄村、咸宜村、畎岸村、黄岭上村、双坑村、山村、马村、白岸口村和吾赤口村。